# ハービーダイクステークス
ハービーダイクステークス（Herbie Dyke Stakes）はニュージーランドのテラパ競馬場で開催される芝2000メートルの競馬の競走である。グループ制ではG1に類される。出走条件は3歳以上馬。
前身のニュージーランドインターナショナルステークスは、1970年に創設以来、馬齢重量戦としては国内有数の競走であった。1980年からはグループ制の導入に伴い、G2に格付け。1992年から、G1に昇格した。
2012年に死去したハービーダイクを記念して2013年に現在のレース名に改称した。

## 歴代優勝馬
- 2025 El Vencedor[1]
- 2024 Legarto[2]
- 2023 Sharp 'N' Smart[3]
- 2022 Coventina Bay[4]
- 2021 Royal Performer[5]
- 2020 Tiptronic[6]
- 2019 On The Rocks[7]
- 2018 Lizzie L'amour[8]
- 2017 Volkstok'n'barrell[9]
- 2016 Valley Girl[10]
- 2015 Soriano[11]
- 2014 Costume
- 2013 Sangster
- 2012 Shez Sinsational
- 2011 Red Ruler
- 2010 Veloce Bella
- 2009 MacO'Reilly
- 2008 Mission Critical
- 2007 Sir Slick
- 2006 Snazzy
- 2005 The Jewel
- 2004 Lashed
- 2003 Greene Street
- 2002 Emerald Dream
- 2001 Giovana
- 2000 Bluebird The Word